# Mistrzostwa Europy w Piłce Ręcznej Kobiet 2018
Mistrzostwa Europy w Piłce Ręcznej Kobiet 2018 – trzynaste mistrzostwa Europy w piłce ręcznej kobiet, oficjalny międzynarodowy turniej piłki ręcznej o randze mistrzostw kontynentu organizowany przez EHF, mający na celu wyłonienie najlepszej żeńskiej reprezentacji narodowej w Europie. Odbył się we Francji w terminie od 29 listopada do 16 grudnia 2018 roku. W turnieju wystąpiło szesnaście zespołów, automatycznie do mistrzostw zakwalifikowała się reprezentacja Francji jako gospodarz imprezy. O pozostałe miejsca toczyły się eliminacje od czerwca 2017 do czerwca 2018 roku. Turniej służył jako jedna z kwalifikacji do Letnich Igrzysk Olimpijskich 2020 oraz Mistrzostw Świata 2019.
W czerwcu 2016 roku przedstawiono logo zawodów, pół roku później kolejne elementy wizualizacji, maskotkami zawodów były zaś – podobnie jak podczas męskich MŚ 2017 – niedźwiedź Rok i łasica Koolette. Na początku lipca 2017 roku wraz z opublikowaniem harmonogramu mistrzostw skorygowano datę ich rozpoczęcia, nieznaczne jego zmiany wprowadzano też w późniejszych terminach. Oficjalną turniejową piłkę przedstawiono pod koniec listopada 2017 roku. Transmisje telewizyjne dostępne były w 135 krajach za pośrednictwem ponad 65 stacji, informacje dotyczące zawodów można było także uzyskać poprzez YouTube, Twitter, Instagram i Facebook, a także na dedykowanej stronie internetowej turnieju oraz oficjalnej aplikacji.
Organizatorzy po raz pierwszy wprowadzili sprzedaż biletów na pojedyncze mecze, a nie na całodniową sesję – ceny najtańszych wynosiły 5 euro, dwie trzecie kosztowało poniżej 8 euro, zaś na finał kształtowały się w przedziale 25–150 euro. Sprzedaż pakietów wejściówek na mecze na danej hali rozpoczęła się pod koniec września 2017 roku, zaś na pojedyncze mecze w maju 2018 roku. Także po raz pierwszy mecz otwarcia był rozegrany jako jedyny w tym dniu, przedłużono czas rozgrywania fazy zasadniczej do siedmiu dni oraz wprowadzono sygnalizację przerwy dla drużyny brzęczykiem.
Wśród faworytów mistrzostw wymieniano Norwegię, Francję, Szwecję oraz Holandię. Po raz pierwszy w historii w zawodach zwyciężyły gospodynie turnieju, Francuzki, pokonując w finale Rosjanki 24–21, natomiast Holenderki po pokonaniu Rumunek 24–20 zdobyły brązowy medal. Mistrzynie Europy uzyskały tym samym awans na LIO 2020, pozostałe trzy półfinalistki zagwarantowały sobie natomiast udział w MŚ 2019.

## Wybór organizatora
W czerwcu 2013 roku EHF ustaliła ramy czasowe wyboru organizatora. Wstępne zainteresowanie organizacją mistrzostw w wyznaczonym terminie 4 września 2013 roku wyraziły trzy kraje: Francja, Norwegia i Ukraina. Ostateczny termin składania oficjalnych aplikacji upływał 10 grudnia 2013 roku, zaś decyzja miała zostać podjęta na Kongresie EHF w Dublinie we wrześniu 2014 roku. W wyznaczonym przez EHF terminie swej kandydatury nie potwierdziła jedynie Ukraina, pozostałe w ciągu miesiąca miały zostać wstępnie rozpatrzone przez zarząd tej organizacji. Do ostatniego etapu przeszła jedynie kandydatura Francji, która została wyznaczona na gospodarza turnieju.
Po raz pierwszy Francja organizowała turniej o mistrzostwo Europy kobiet, wcześniej gościła zaś zawody o randze mistrzostw świata.

## Obiekty
W dokumentach aplikacyjnych Fédération française de handball wskazała siedem hal, które potwierdzone zostały przy przyznawaniu Francji organizacji zawodów. Ostatecznie jednak mecze fazy grupowej gościły Nancy, Nantes, Brest i Montbéliard, dwa pierwsze także spotkania fazy zasadniczej, zaś finały odbyły się w Paryżu.
| Paryż             | ParyżNantesBrestMontbéliardNancy | Nancy                         |
| ----------------- | -------------------------------- | ----------------------------- |
| AccorHotels Arena | ParyżNantesBrestMontbéliardNancy | Palais des Sports Jean Weille |
| Pojemność: 14 000 | ParyżNantesBrestMontbéliardNancy | Pojemność: 6000               |
|                   | ParyżNantesBrestMontbéliardNancy |                               |
| Montbéliard       | ParyżNantesBrestMontbéliardNancy | Brest                         |
| Axone             | ParyżNantesBrestMontbéliardNancy | Brest Arena                   |
| Pojemność: 6400   | ParyżNantesBrestMontbéliardNancy | Pojemność: 4077               |
|                   | ParyżNantesBrestMontbéliardNancy |                               |
| Nantes            | ParyżNantesBrestMontbéliardNancy |                               |
| Hall XXL          | ParyżNantesBrestMontbéliardNancy |                               |
| Pojemność: 10 800 | ParyżNantesBrestMontbéliardNancy |                               |
|                   | ParyżNantesBrestMontbéliardNancy |                               |

## Zespoły
| Kraj       | Strefa kwalifikacyjna                                             | Mistrzostwa 2016 |
| ---------- | ----------------------------------------------------------------- | ---------------- |
| Francja    | Gospodarz                                                         | 3. miejsce       |
| Norwegia   | 1. miejsce w grupie 1 kwalifikacji                                | 1. miejsce       |
| Chorwacja  | 2. miejsce w grupie 1 kwalifikacji                                | 16. miejsce      |
| Czarnogóra | 1. miejsce w grupie 2 kwalifikacji                                | 13. miejsce      |
| Polska     | 2. miejsce w grupie 2 kwalifikacji                                | 15. miejsce      |
| Serbia     | 1. miejsce w grupie 3 kwalifikacji                                | 9. miejsce       |
| Szwecja    | 2. miejsce w grupie 3 kwalifikacji                                | 8. miejsce       |
| Rumunia    | 1. miejsce w grupie 4 kwalifikacji                                | 5. miejsce       |
| Rosja      | 2. miejsce w grupie 4 kwalifikacji                                | 7. miejsce       |
| Dania      | 1. miejsce w grupie 5 kwalifikacji                                | 4. miejsce       |
| Czechy     | 2. miejsce w grupie 5 kwalifikacji                                | 10. miejsce      |
| Hiszpania  | 1. miejsce w grupie 6 kwalifikacji                                | 11. miejsce      |
| Niemcy     | 2. miejsce w grupie 6 kwalifikacji                                | 9. miejsce       |
| Węgry      | 1. miejsce w grupie 7 kwalifikacji                                | 12. miejsce      |
| Holandia   | 2. miejsce w grupie 7 kwalifikacji                                | 2. miejsce       |
| Słowenia   | Najlepsza drużyna spośród tych, które zajęły 3. miejsca w grupach | 14. miejsce      |

## Losowanie grup
Losowanie grup turnieju głównego zostało zaplanowane na 12 czerwca 2018 roku o godzinie 12:00 w paryskim Maison de Radio France, a przeprowadzić je miały Line Jørgensen, Blandine Dancette, Jessy Kramer i Silje Solberg. Drużyny zostały podzielone na koszyki na podstawie wyników osiągniętych w eliminacjach do ME 2018 oraz w poprzednich mistrzostwach Europy:
- koszyk 1: gospodarz, trzy najlepsze drużyny z kwalifikacji
- koszyk 2: cztery pozostałe drużyny, które zajęły 1. miejsca w kwalifikacjach
- koszyk 3: cztery najlepsze drużyny, które zajęły 2. miejsca w kwalifikacjach
- koszyk 4: trzy pozostałe drużyny, które zajęły 2. miejsca w kwalifikacjach i najlepszy zespół spośród tych, które zajęły 3. miejsce

| Koszyk 1 |
| -------- |
| Norwegia |
| Węgry    |
| Francja  |
| Dania    |

| Koszyk 2   |
| ---------- |
| Rumunia    |
| Hiszpania  |
| Serbia     |
| Czarnogóra |

| Koszyk 3 |
| -------- |
| Holandia |
| Niemcy   |
| Rosja    |
| Szwecja  |

| Koszyk 4  |
| --------- |
| Czechy    |
| Polska    |
| Chorwacja |
| Słowenia  |

Losowanie było transmitowane w Internecie i po raz pierwszy zostało przeprowadzone w dwóch językach. W czterech grupach rozstawione zostały cztery drużyny i do nich zostały dolosowane zostały pozostałe drużyny z poszczególnych koszyków.
| Grupa A |
| Nantes  |
| ------- |
| Dania   |
| Serbia  |
| Szwecja |
| Polska  |

| Grupa B    |
| Nancy      |
| ---------- |
| Francja    |
| Czarnogóra |
| Rosja      |
| Słowenia   |

| Grupa C     |
| Montbéliard |
| ----------- |
| Węgry       |
| Hiszpania   |
| Holandia    |
| Chorwacja   |

| Grupa D  |
| Brest    |
| -------- |
| Norwegia |
| Rumunia  |
| Niemcy   |
| Czechy   |

## Sędziowie
W połowie lipca 2018 roku EHF ogłosiła listę czternastu par sędziowskich nominowanych do prowadzenia rozgrywek mistrzostw:
- Ana Vranes i Marlis Wenninger
- Dalibor Jurinović i Marko Mrvica
- Jelena Mitrovic i Andjelina Kazanegra
- Karina Christiansen i Line Hesseldal Hansen
- Charlotte Bonaventura i Julie Bonaventura
- Michalis Tzaferopoulos i Andreas Bethmann
- Ignacio García Serradilla i Andreu Marín
- Alexei Covalciuc i Igor Covalciuc
- Wiktorija Ałpaidze i Tatjana Bieriezkina
- Cristina Năstase i Simona Raluca Stancu
- Ivan Mošorinski i Aleksandar Pandžić
- Boris Mandák i Mário Rudinský
- Maria Bennani i Safia Bennani
- Péter Horváth i Balázs Márton

Po wrześniowym szkoleniu ostateczna lista została zatwierdzona na początku października 2018 roku, a z powyższej listy zostały skreślone pary czarnogórska i słowacka.

## Składy
Szerokie składy liczące maksymalnie dwadzieścia osiem zawodniczek zgodnie z zasadami ustalonymi przez EHF zostały ogłoszone 29 października 2018 roku. Na dzień przed rozpoczęciem zawodów reprezentacje ogłoszą oficjalne szesnastoosobowe składy, z którego w trakcie turnieju mogą wymienić maksymalnie sześć zawodniczek – maksymalnie po dwie w każdej fazie (z możliwością powrotu wcześniej zastąpionej zawodniczki).

## Faza wstępna

### Grupa A
| 30 listopada 201818:00 | Serbia                   | 33:26(13:14) | Polska                  | Hall XXL, Nantes Widzów: 2230 Sędzia: Michalis Tzaferopoulos Andreas Bethmann |
| 30 listopada 201818:00 | Katarina Krpež Slezak 11 | 33:26(13:14) | 6 Karolina Kudłacz-Gloc | Hall XXL, Nantes Widzów: 2230 Sędzia: Michalis Tzaferopoulos Andreas Bethmann |
| 30 listopada 201818:00 | 3× · 1×                  | 33:26(13:14) | 4× · 1×                 | Hall XXL, Nantes Widzów: 2230 Sędzia: Michalis Tzaferopoulos Andreas Bethmann |

| 30 listopada 201821:00 | Dania            | 30:29(15:16) | Szwecja           | Hall XXL, Nantes Widzów: 3847 Sędzia: Dalibor Jurinović Marko Mrvica |
| 30 listopada 201821:00 | Mette Tranborg 7 | 30:29(15:16) | 7 Nathalie Hagman | Hall XXL, Nantes Widzów: 3847 Sędzia: Dalibor Jurinović Marko Mrvica |
| 30 listopada 201821:00 | 6× · 2× · 1×     | 30:29(15:16) | 3× · 3×           | Hall XXL, Nantes Widzów: 3847 Sędzia: Dalibor Jurinović Marko Mrvica |

| 2 listopada 201815:00 | Polska              | 21:28(9:11) | Dania                                   | Hall XXL, Nantes Widzów: 3683 Sędzia: Péter Horváth Balázs Márton |
| 2 listopada 201815:00 | Monika Kobylińska 7 | 21:28(9:11) | 5 Kristina Jørgensen 5 Trine Østergaard | Hall XXL, Nantes Widzów: 3683 Sędzia: Péter Horváth Balázs Márton |
| 2 listopada 201815:00 | 1× · 2× · 1×        | 21:28(9:11) | 6× · 2×                                 | Hall XXL, Nantes Widzów: 3683 Sędzia: Péter Horváth Balázs Márton |

| 2 grudnia 201818:00 | Szwecja     | 22:21(11:13) | Serbia                  | Hall XXL, Nantes Widzów: 3810 Sędzia: Cristina Năstase Simona Stancu |
| 2 grudnia 201818:00 | Jenny Alm 5 | 22:21(11:13) | 7 Katarina Krpež Slezak | Hall XXL, Nantes Widzów: 3810 Sędzia: Cristina Năstase Simona Stancu |
| 2 grudnia 201818:00 | 4× · 1×     | 22:21(11:13) | 5× · 3×                 | Hall XXL, Nantes Widzów: 3810 Sędzia: Cristina Năstase Simona Stancu |

| 4 grudnia 201818:00 | Szwecja                             | 23:22(10:5) | Polska        | Hall XXL, Nantes Widzów: 3014 Sędzia: Andreu Marín Ignacio García Serradilla |
| 4 grudnia 201818:00 | Hanna Blomstrad 5 Nathalie Hagman 5 | 23:22(10:5) | 9 Kinga Grzyb | Hall XXL, Nantes Widzów: 3014 Sędzia: Andreu Marín Ignacio García Serradilla |
| 4 grudnia 201818:00 | 5× · 1×                             | 23:22(10:5) | 2× · 3×       | Hall XXL, Nantes Widzów: 3014 Sędzia: Andreu Marín Ignacio García Serradilla |

| 4 grudnia 201821:00 | Dania                     | 25:30(13:17) | Serbia                                 | Hall XXL, Nantes Widzów: 3026 Sędzia: Igor Covalciuc Alexei Covalciuc |
| 4 grudnia 201821:00 | Trine Østergaard Jensen 6 | 25:30(13:17) | 8 Katarina Krpež Slezak 8 Andrea Lekić | Hall XXL, Nantes Widzów: 3026 Sędzia: Igor Covalciuc Alexei Covalciuc |
| 4 grudnia 201821:00 | 4× · 3×                   | 25:30(13:17) | 2× · 2×                                | Hall XXL, Nantes Widzów: 3026 Sędzia: Igor Covalciuc Alexei Covalciuc |

### Grupa B
| 29 listopada 201821:00 | Francja        | 23:26(11:11) | Rosja              | Palais des Sports Jean Weille, Nancy Widzów: 5220 Sędzia: Andreu Marín Ignacio García Serradilla |
| 29 listopada 201821:00 | Orlane Kanor 6 | 23:26(11:11) | 8 Darja Dmitrijewa | Palais des Sports Jean Weille, Nancy Widzów: 5220 Sędzia: Andreu Marín Ignacio García Serradilla |
| 29 listopada 201821:00 | 5× · 4×        | 23:26(11:11) | 4× · 2×            | Palais des Sports Jean Weille, Nancy Widzów: 5220 Sędzia: Andreu Marín Ignacio García Serradilla |

| 30 listopada 201821:00 | Czarnogóra          | 36:32(18:12) | Słowenia   | Palais des Sports Jean Weille, Nancy Widzów: 1956 Sędzia: Cristina Năstase Simona Stancu |
| 30 listopada 201821:00 | Jovanka Radičević 7 | 36:32(18:12) | 8 Ana Gros | Palais des Sports Jean Weille, Nancy Widzów: 1956 Sędzia: Cristina Năstase Simona Stancu |
| 30 listopada 201821:00 | 6× · 2×             | 36:32(18:12) | 2× · 3×    | Palais des Sports Jean Weille, Nancy Widzów: 1956 Sędzia: Cristina Năstase Simona Stancu |

| 2 grudnia 201815:00 | Słowenia   | 21:30(8:17) | Francja       | Palais des Sports Jean Weille, Nancy Widzów: 5220 Sędzia: Igor Covalciuc Alexei Covalciuc |
| 2 grudnia 201815:00 | Ana Gros 5 | 21:30(8:17) | 6 Grâce Zaadi | Palais des Sports Jean Weille, Nancy Widzów: 5220 Sędzia: Igor Covalciuc Alexei Covalciuc |
| 2 grudnia 201815:00 | 2× · 2×    | 21:30(8:17) | 2× · 4×       | Palais des Sports Jean Weille, Nancy Widzów: 5220 Sędzia: Igor Covalciuc Alexei Covalciuc |

| 2 grudnia 201818:00 | Rosja             | 24:23(13:15) | Czarnogóra          | Palais des Sports Jean Weille, Nancy Widzów: 3229 Sędzia: Dalibor Jurinović Marko Mrvica |
| 2 grudnia 201818:00 | Darja Samochina 7 | 24:23(13:15) | 12 Đurđina Jauković | Palais des Sports Jean Weille, Nancy Widzów: 3229 Sędzia: Dalibor Jurinović Marko Mrvica |
| 2 grudnia 201818:00 | 5× · 3×           | 24:23(13:15) | 1× · 4×             | Palais des Sports Jean Weille, Nancy Widzów: 3229 Sędzia: Dalibor Jurinović Marko Mrvica |

| 4 grudnia 201818:00 | Rosja            | 27:29(13:13) | Słowenia    | Palais des Sports Jean Weille, Nancy Widzów: 3120 Sędzia: Michalis Tzaferopoulos Andreas Bethmann |
| 4 grudnia 201818:00 | Anna Koczetowa 6 | 27:29(13:13) | 12 Ana Gros | Palais des Sports Jean Weille, Nancy Widzów: 3120 Sędzia: Michalis Tzaferopoulos Andreas Bethmann |
| 4 grudnia 201818:00 | 3× · 3× · 1×     | 27:29(13:13) | 6× · 3×     | Palais des Sports Jean Weille, Nancy Widzów: 3120 Sędzia: Michalis Tzaferopoulos Andreas Bethmann |

| 4 grudnia 201821:00 | Francja             | 25:20(16:8) | Czarnogóra          | Palais des Sports Jean Weille, Nancy Widzów: 5220 Sędzia: Péter Horváth Balázs Márton |
| 4 grudnia 201821:00 | Estelle Nze-Minko 7 | 25:20(16:8) | 6 Jovanka Radičević | Palais des Sports Jean Weille, Nancy Widzów: 5220 Sędzia: Péter Horváth Balázs Márton |
| 4 grudnia 201821:00 | 4× · 3×             | 25:20(16:8) | 4× · 3×             | Palais des Sports Jean Weille, Nancy Widzów: 5220 Sędzia: Péter Horváth Balázs Márton |

### Grupa C
| 1 grudnia 201815:00 | Węgry                       | 25:28(11:11) | Holandia                      | Axone, Montbéliard Widzów: 2800 Sędzia: Wiktorija Ałpaidze Tatjana Bieriezkina |
| 1 grudnia 201815:00 | Noémi Háfra 5 Anna Kovács 5 | 25:28(11:11) | 5 Lois Abbingh 5 Kelly Dulfer | Axone, Montbéliard Widzów: 2800 Sędzia: Wiktorija Ałpaidze Tatjana Bieriezkina |
| 1 grudnia 201815:00 | 5× · 4×                     | 25:28(11:11) | 5× · 1×                       | Axone, Montbéliard Widzów: 2800 Sędzia: Wiktorija Ałpaidze Tatjana Bieriezkina |

| 1 grudnia 201818:00 | Hiszpania    | 25:18(15:5) | Chorwacja     | Axone, Montbéliard Widzów: 3600 Sędzia: Maria Bennani Safia Bennani |
| 1 grudnia 201818:00 | Nerea Pena 7 | 25:18(15:5) | 4 Ivana Dežić | Axone, Montbéliard Widzów: 3600 Sędzia: Maria Bennani Safia Bennani |
| 1 grudnia 201818:00 | 3× · 3×      | 25:18(15:5) | 3× · 2×       | Axone, Montbéliard Widzów: 3600 Sędzia: Maria Bennani Safia Bennani |

| 3 grudnia 201818:00 | Chorwacja     | 18:24(9:13) | Węgry              | Axone, Montbéliard Widzów: 2731 Sędzia: Ana Vranes Marlis Wenninger |
| 3 grudnia 201818:00 | Dora Krsnik 8 | 18:24(9:13) | 5 trzy zawodniczki | Axone, Montbéliard Widzów: 2731 Sędzia: Ana Vranes Marlis Wenninger |
| 3 grudnia 201818:00 | 7× · 1×       | 18:24(9:13) | 4× · 2×            | Axone, Montbéliard Widzów: 2731 Sędzia: Ana Vranes Marlis Wenninger |

| 3 grudnia 201821:00 | Holandia         | 28:27(14:11) | Hiszpania       | Axone, Montbéliard Widzów: 3862 Sędzia: Charlotte Bonaventura Julie Bonaventura |
| 3 grudnia 201821:00 | Cornelia Groot 9 | 28:27(14:11) | 6 Carmen Martín | Axone, Montbéliard Widzów: 3862 Sędzia: Charlotte Bonaventura Julie Bonaventura |
| 3 grudnia 201821:00 | 3× · 2×          | 28:27(14:11) | 6× · 1×         | Axone, Montbéliard Widzów: 3862 Sędzia: Charlotte Bonaventura Julie Bonaventura |

| 5 grudnia 201818:00 | Holandia        | 34:23(17:10) | Chorwacja                  | Axone, Montbéliard Widzów: 4470 Sędzia: Karina Christiansen Line Hesseldal Hansen |
| 5 grudnia 201818:00 | Delaila Amega 8 | 34:23(17:10) | 6 Larissa Kalaus 6 Ana Tur | Axone, Montbéliard Widzów: 4470 Sędzia: Karina Christiansen Line Hesseldal Hansen |
| 5 grudnia 201818:00 | 2× · 2×         | 34:23(17:10) | 2× · 2×                    | Axone, Montbéliard Widzów: 4470 Sędzia: Karina Christiansen Line Hesseldal Hansen |

| 5 grudnia 201821:00 | Węgry                | 32:26(19:14) | Hiszpania       | Axone, Montbéliard Widzów: 2768 Sędzia: Igor Covalciuc Alexei Covalciuc |
| 5 grudnia 201821:00 | Szimonetta Planéta 8 | 32:26(19:14) | 6 Carmen Martín | Axone, Montbéliard Widzów: 2768 Sędzia: Igor Covalciuc Alexei Covalciuc |
| 5 grudnia 201821:00 | 4× · 3×              | 32:26(19:14) | 2× · 2×         | Axone, Montbéliard Widzów: 2768 Sędzia: Igor Covalciuc Alexei Covalciuc |

### Grupa D
| 1 grudnia 201815:00 | Norwegia        | 32:33(16:15) | Niemcy                      | Brest Arena, Brest Widzów: 3520 Sędzia: Charlotte Bonaventura Julie Bonaventura |
| 1 grudnia 201815:00 | Stine Oftedal 7 | 32:33(16:15) | 5 Emily Bölk 5 Ina Großmann | Brest Arena, Brest Widzów: 3520 Sędzia: Charlotte Bonaventura Julie Bonaventura |
| 1 grudnia 201815:00 | 5× · 2×         | 32:33(16:15) | 5× · 2×                     | Brest Arena, Brest Widzów: 3520 Sędzia: Charlotte Bonaventura Julie Bonaventura |

| 1 grudnia 201818:00 | Rumunia          | 31:28(17:11) | Czechy                           | Brest Arena, Brest Widzów: 3098 Sędzia: Karina Christiansen Line Hesseldal Hansen |
| 1 grudnia 201818:00 | Eliza Buceschi 9 | 31:28(17:11) | 5 Iveta Luzumová 5 Veronika Malá | Brest Arena, Brest Widzów: 3098 Sędzia: Karina Christiansen Line Hesseldal Hansen |
| 1 grudnia 201818:00 | 4× · 1×          | 31:28(17:11) | 7× · 2× · 1×                     | Brest Arena, Brest Widzów: 3098 Sędzia: Karina Christiansen Line Hesseldal Hansen |

| 3 grudnia 201818:00 | Niemcy         | 24:29(11:14) | Rumunia           | Brest Arena, Brest Widzów: 2106 Sędzia: Ivan Mošorinski Aleksandar Pandžić |
| 3 grudnia 201818:00 | Julia Behnke 9 | 24:29(11:14) | 11 Eliza Buceschi | Brest Arena, Brest Widzów: 2106 Sędzia: Ivan Mošorinski Aleksandar Pandžić |
| 3 grudnia 201818:00 | 4× · 1×        | 24:29(11:14) | 4× · 2×           | Brest Arena, Brest Widzów: 2106 Sędzia: Ivan Mošorinski Aleksandar Pandžić |

| 3 grudnia 201821:00 | Czechy            | 17:31(10:20) | Norwegia                  | Brest Arena, Brest Widzów: 1734 Sędzia: Maria Bennani Safia Bennani |
| 3 grudnia 201821:00 | Šárka Marčíková 4 | 17:31(10:20) | 6 Malin Aune 6 Heidi Løke | Brest Arena, Brest Widzów: 1734 Sędzia: Maria Bennani Safia Bennani |
| 3 grudnia 201821:00 | 1× · 3×           | 17:31(10:20) | 2× · 1×                   | Brest Arena, Brest Widzów: 1734 Sędzia: Maria Bennani Safia Bennani |

| 5 grudnia 201818:00 | Niemcy            | 30:28(16:16) | Czechy            | Brest Arena, Brest Widzów: 2930 Sędzia: Ana Vranjes Marlis Wenninger |
| 5 grudnia 201818:00 | Meike Schmelzer 7 | 30:28(16:16) | 10 Iveta Luzumová | Brest Arena, Brest Widzów: 2930 Sędzia: Ana Vranjes Marlis Wenninger |
| 5 grudnia 201818:00 | 5× · 2×           | 30:28(16:16) | 4× · 2×           | Brest Arena, Brest Widzów: 2930 Sędzia: Ana Vranjes Marlis Wenninger |

| 5 grudnia 201821:00 | Norwegia                            | 23:31(12:18) | Rumunia           | Brest Arena, Brest Widzów: 2782 Sędzia: Wiktorija Ałpaidze Tatjana Bieriezkina |
| 5 grudnia 201821:00 | Malin Aune 5 Veronica Kristiansen 5 | 23:31(12:18) | 11 Cristina Neagu | Brest Arena, Brest Widzów: 2782 Sędzia: Wiktorija Ałpaidze Tatjana Bieriezkina |
| 5 grudnia 201821:00 | 1× · 3×                             | 23:31(12:18) | 1× · 2×           | Brest Arena, Brest Widzów: 2782 Sędzia: Wiktorija Ałpaidze Tatjana Bieriezkina |

## Faza zasadnicza

### Grupa I
| 6 grudnia 201818:00 | Dania                                 | 23:29(11:17) | Francja             | Hall XXL, Nantes Widzów: 5296 Sędzia: Dalibor Jurinović Marko Mrvica |
| 6 grudnia 201818:00 | Anne Mette Hansen 4 Stine Jørgensen 4 | 23:29(11:17) | 6 Estelle Nze-Minko | Hall XXL, Nantes Widzów: 5296 Sędzia: Dalibor Jurinović Marko Mrvica |
| 6 grudnia 201818:00 | 7× · 3× · 1×                          | 23:29(11:17) | 3× · 3×             | Hall XXL, Nantes Widzów: 5296 Sędzia: Dalibor Jurinović Marko Mrvica |

| 6 grudnia 201821:00 | Szwecja            | 28:30(14:18) | Czarnogóra         | Hall XXL, Nantes Widzów: 2614 Sędzia: Michalis Tzaferopoulos Andreas Bethmann |
| 6 grudnia 201821:00 | Isabelle Gulldén 6 | 28:30(14:18) | 7 Majda Mehmedović | Hall XXL, Nantes Widzów: 2614 Sędzia: Michalis Tzaferopoulos Andreas Bethmann |
| 6 grudnia 201821:00 | 4× · 2× · 1×       | 28:30(14:18) | 6× · 3×            | Hall XXL, Nantes Widzów: 2614 Sędzia: Michalis Tzaferopoulos Andreas Bethmann |

Mecze z 8 grudnia zostały przełożone na 9 grudnia z powodu protestu ruchu żółtych kamizelek.
| 9 grudnia 201815:00 | Szwecja            | 21:21(14:11) | Francja               | Hall XXL, Nantes Widzów: 7241 Sędzia: Péter Horváth Balázs Márton |
| 9 grudnia 201815:00 | Isabelle Gulldén 6 | 21:21(14:11) | 5 Alexandra Lacrabère | Hall XXL, Nantes Widzów: 7241 Sędzia: Péter Horváth Balázs Márton |
| 9 grudnia 201815:00 | 1× · 2×            | 21:21(14:11) | 3× · 3×               | Hall XXL, Nantes Widzów: 7241 Sędzia: Péter Horváth Balázs Márton |

| 9 grudnia 201818:00 | Serbia                  | 25:29(13:16) | Rosja              | Hall XXL, Nantes Widzów: 6420 Sędzia: Ignacio García Serradilla Andreu Marín |
| 9 grudnia 201818:00 | Katarina Krpež Slezak 7 | 25:29(13:16) | 7 Darja Dmitrijewa | Hall XXL, Nantes Widzów: 6420 Sędzia: Ignacio García Serradilla Andreu Marín |
| 9 grudnia 201818:00 | 2× · 2×                 | 25:29(13:16) | 5× · 2×            | Hall XXL, Nantes Widzów: 6420 Sędzia: Ignacio García Serradilla Andreu Marín |

| 10 grudnia 201818:00 | Dania               | 21:32(9:14) | Rosja              | Hall XXL, Nantes Widzów: 2812 Sędzia: Michalis Tzaferopoulos Andreas Bethmann |
| 10 grudnia 201818:00 | Kathrine Heindahl 5 | 21:32(9:14) | 9 Anna Wiachiriewa | Hall XXL, Nantes Widzów: 2812 Sędzia: Michalis Tzaferopoulos Andreas Bethmann |
| 10 grudnia 201818:00 | 6× · 3×             | 21:32(9:14) | 7× · 3× · 1×       | Hall XXL, Nantes Widzów: 2812 Sędzia: Michalis Tzaferopoulos Andreas Bethmann |

| 10 grudnia 201821:00 | Serbia                   | 27:28(15:12) | Czarnogóra         | Hall XXL, Nantes Widzów: 2307 Sędzia: Cristina Năstase Simona Raluca Stancu |
| 10 grudnia 201821:00 | Katarina Krpež Slezak 12 | 27:28(15:12) | 6 trzy zawodniczki | Hall XXL, Nantes Widzów: 2307 Sędzia: Cristina Năstase Simona Raluca Stancu |
| 10 grudnia 201821:00 | 2× · 2×                  | 27:28(15:12) | 3× · 3×            | Hall XXL, Nantes Widzów: 2307 Sędzia: Cristina Năstase Simona Raluca Stancu |

| 12 grudnia 201815:45 | Dania               | 24:23(15:11) | Czarnogóra          | Hall XXL, Nantes Widzów: 3811 Sędzia: Alexei Covalciuc Igor Covalciuc |
| 12 grudnia 201815:45 | Anne Mette Hansen 6 | 24:23(15:11) | 7 Jovanka Radičević | Hall XXL, Nantes Widzów: 3811 Sędzia: Alexei Covalciuc Igor Covalciuc |
| 12 grudnia 201815:45 | 5× · 3×             | 24:23(15:11) | 3× · 3×             | Hall XXL, Nantes Widzów: 3811 Sędzia: Alexei Covalciuc Igor Covalciuc |

| 12 grudnia 201818:00 | Szwecja            | 39:30(18:17) | Rosja             | Hall XXL, Nantes Widzów: 3848 Sędzia: Péter Horváth Balázs Márton |
| 12 grudnia 201818:00 | Nathalie Hagman 17 | 39:30(18:17) | 6 Darja Samochina | Hall XXL, Nantes Widzów: 3848 Sędzia: Péter Horváth Balázs Márton |
| 12 grudnia 201818:00 | 2× · 1×            | 39:30(18:17) | 3× · 3×           | Hall XXL, Nantes Widzów: 3848 Sędzia: Péter Horváth Balázs Márton |

| 12 grudnia 201821:00 | Serbia             | 28:38(14:18) | Francja             | Hall XXL, Nantes Widzów: 7046 Sędzia: Ignacio García Serradilla Andreu Marín |
| 12 grudnia 201821:00 | trzy zawodniczki 5 | 28:38(14:18) | 9 Estelle Nze-Minko | Hall XXL, Nantes Widzów: 7046 Sędzia: Ignacio García Serradilla Andreu Marín |
| 12 grudnia 201821:00 | 2× · 1×            | 28:38(14:18) | 2× · 1×             | Hall XXL, Nantes Widzów: 7046 Sędzia: Ignacio García Serradilla Andreu Marín |

### Grupa II
| 7 grudnia 201818:00 | Hiszpania       | 23:29(9:17) | Niemcy             | Palais des Sports Jean Weille, Nancy Widzów: 2217 Sędzia: Wiktorija Ałpaidze Tatjana Bieriezkina |
| 7 grudnia 201818:00 | Carmen Martín 7 | 23:29(9:17) | 4 trzy zawodniczki | Palais des Sports Jean Weille, Nancy Widzów: 2217 Sędzia: Wiktorija Ałpaidze Tatjana Bieriezkina |
| 7 grudnia 201818:00 | 4× · 1× · 1×    | 23:29(9:17) | 3× · 2×            | Palais des Sports Jean Weille, Nancy Widzów: 2217 Sędzia: Wiktorija Ałpaidze Tatjana Bieriezkina |

| 7 grudnia 201821:00 | Węgry            | 25:38(12:19) | Norwegia     | Palais des Sports Jean Weille, Nancy Widzów: 2180 Sędzia: Karina Christiansen Line Hesseldal Hansen |
| 7 grudnia 201821:00 | Gabriella Tóth 6 | 25:38(12:19) | 7 Heidi Løke | Palais des Sports Jean Weille, Nancy Widzów: 2180 Sędzia: Karina Christiansen Line Hesseldal Hansen |
| 7 grudnia 201821:00 | 4× · 1×          | 25:38(12:19) | 5× · 1×      | Palais des Sports Jean Weille, Nancy Widzów: 2180 Sędzia: Karina Christiansen Line Hesseldal Hansen |

| 9 grudnia 201815:00 | Węgry             | 26:25(12:10) | Niemcy          | Palais des Sports Jean Weille, Nancy Widzów: 2926 Sędzia: Ivan Mošorinski Aleksandar Pandžić |
| 9 grudnia 201815:00 | Viktória Lukács 7 | 26:25(12:10) | 9 Alicia Stolle | Palais des Sports Jean Weille, Nancy Widzów: 2926 Sędzia: Ivan Mošorinski Aleksandar Pandžić |
| 9 grudnia 201815:00 | 2× · 2×           | 26:25(12:10) | 1× · 2×         | Palais des Sports Jean Weille, Nancy Widzów: 2926 Sędzia: Ivan Mošorinski Aleksandar Pandžić |

| 9 grudnia 201818:00 | Holandia                     | 29:24(11:10) | Rumunia          | Palais des Sports Jean Weille, Nancy Widzów: 3016 Sędzia: Charlotte Bonaventura Julie Bonaventura |
| 9 grudnia 201818:00 | Lois Abbingh 6 Debbie Bont 6 | 29:24(11:10) | 8 Eliza Buceschi | Palais des Sports Jean Weille, Nancy Widzów: 3016 Sędzia: Charlotte Bonaventura Julie Bonaventura |
| 9 grudnia 201818:00 | 2× · 1×                      | 29:24(11:10) | 2× · 3×          | Palais des Sports Jean Weille, Nancy Widzów: 3016 Sędzia: Charlotte Bonaventura Julie Bonaventura |

| 11 grudnia 201818:00 | Hiszpania         | 25:27(12:10) | Rumunia          | Palais des Sports Jean Weille, Nancy Widzów: 2359 Sędzia: Ana Vranes Marlis Wenninger |
| 11 grudnia 201818:00 | Mireya González 6 | 25:27(12:10) | 7 Cristina Neagu | Palais des Sports Jean Weille, Nancy Widzów: 2359 Sędzia: Ana Vranes Marlis Wenninger |
| 11 grudnia 201818:00 | 3× · 1×           | 25:27(12:10) | 3× · 1×          | Palais des Sports Jean Weille, Nancy Widzów: 2359 Sędzia: Ana Vranes Marlis Wenninger |

| 11 grudnia 201821:00 | Holandia          | 16:29(7:15) | Norwegia                 | Palais des Sports Jean Weille, Nancy Widzów: 1803 Sędzia: Ivan Mošorinski Aleksandar Pandžić |
| 11 grudnia 201821:00 | Estavana Polman 4 | 16:29(7:15) | 5 Marit Røsberg Jacobsen | Palais des Sports Jean Weille, Nancy Widzów: 1803 Sędzia: Ivan Mošorinski Aleksandar Pandžić |
| 11 grudnia 201821:00 | 1×                | 16:29(7:15) | 3× · 1×                  | Palais des Sports Jean Weille, Nancy Widzów: 1803 Sędzia: Ivan Mošorinski Aleksandar Pandžić |

| 12 grudnia 201815:45 | Hiszpania       | 26:33(17:18) | Norwegia        | Palais des Sports Jean Weille, Nancy Widzów: 1791 Sędzia: Charlotte Bonaventura Julie Bonaventura |
| 12 grudnia 201815:45 | Soledad López 5 | 26:33(17:18) | 8 Stine Oftedal | Palais des Sports Jean Weille, Nancy Widzów: 1791 Sędzia: Charlotte Bonaventura Julie Bonaventura |
| 12 grudnia 201815:45 | 5× · 1× · 1×    | 26:33(17:18) | 1× · 1×         | Palais des Sports Jean Weille, Nancy Widzów: 1791 Sędzia: Charlotte Bonaventura Julie Bonaventura |

| 12 grudnia 201818:00 | Węgry                          | 31:29(17:17) | Rumunia          | Palais des Sports Jean Weille, Nancy Widzów: 1844 Sędzia: Maria Bennani Safia Bennani |
| 12 grudnia 201818:00 | Noémi Háfra 6 Nadine Schatzl 6 | 31:29(17:17) | 9 Cristina Neagu | Palais des Sports Jean Weille, Nancy Widzów: 1844 Sędzia: Maria Bennani Safia Bennani |
| 12 grudnia 201818:00 | 4× · 2×                        | 31:29(17:17) | 2× · 1×          | Palais des Sports Jean Weille, Nancy Widzów: 1844 Sędzia: Maria Bennani Safia Bennani |

| 12 grudnia 201821:00 | Holandia                         | 27:21(13:11) | Niemcy          | Palais des Sports Jean Weille, Nancy Widzów: 2104 Sędzia: Wiktorija Ałpaidze Tatjana Bieriezkina |
| 12 grudnia 201821:00 | Kelly Dulfer 6 Estavana Polman 6 | 27:21(13:11) | 5 Angie Geschke | Palais des Sports Jean Weille, Nancy Widzów: 2104 Sędzia: Wiktorija Ałpaidze Tatjana Bieriezkina |
| 12 grudnia 201821:00 | 1× · 1×                          | 27:21(13:11) | 1×              | Palais des Sports Jean Weille, Nancy Widzów: 2104 Sędzia: Wiktorija Ałpaidze Tatjana Bieriezkina |

## Faza finałowa

### Mecz o 5. miejsce
| 14 grudnia 201814:00 | Szwecja           | 29:38(14:22) | Norwegia               | AccorHotels Arena, Paryż Widzów: 8639 Sędzia: Cristina Năstase Simona Raluca Stancu |
| 14 grudnia 201814:00 | Anna Lagerquist 7 | 29:38(14:22) | 6 Veronica Kristiansen | AccorHotels Arena, Paryż Widzów: 8639 Sędzia: Cristina Năstase Simona Raluca Stancu |
| 14 grudnia 201814:00 | 2×                | 29:38(14:22) | 1× · 2×                | AccorHotels Arena, Paryż Widzów: 8639 Sędzia: Cristina Năstase Simona Raluca Stancu |

### Mecze o miejsca 1–4
|  |            |           |           |                   |    |       |       |       |
|  | Półfinały  | Półfinały | Półfinały |                   |    | Finał | Finał | Finał |
|  | Półfinały  | Półfinały | Półfinały |                   |    | Finał | Finał | Finał |
|  | 14 grudnia |           |           |                   |    |       |       |       |
|  |            |           |           |                   |    |       |       |       |
|  | Rosja      | Rosja     | 28        |                   |    |       |       |       |
|  | Rosja      | Rosja     | 28        | 16 grudnia        |    |       |       |       |
|  | Rumunia    | Rumunia   | 22        |                   |    |       |       |       |
|  | Rumunia    | Rumunia   | 22        |                   |    | Rosja | Rosja | 21    |
|  | 14 grudnia |           |           |                   |    | Rosja | Rosja | 21    |
|  |            |           | Francja   | Francja           | 24 |       |       |       |
|  | Holandia   | Holandia  | Francja   | Francja           | 24 | 24    |       |       |
|  | Holandia   | Holandia  |           |                   |    |       |       |       |
|  | Francja    | Francja   | 27        |                   |    |       |       |       |
|  | Francja    | Francja   | 27        | Mecz o 3. miejsce |    |       |       |       |
|  |            |           |           |                   |    |       |       |       |
|  | 16 grudnia |           |           |                   |    |       |       |       |
|  |            |           |           |                   |    |       |       |       |
|  | Rumunia    | Rumunia   | 20        |                   |    |       |       |       |
|  | Rumunia    | Rumunia   | 20        |                   |    |       |       |       |
|  | Holandia   | Holandia  | 24        |                   |    |       |       |       |
|  | Holandia   | Holandia  | 24        |                   |    |       |       |       |

| 14 grudnia 201817:30 | Rosja               | 28:22(16:15) | Rumunia                           | AccorHotels Arena, Paryż Widzów: 8122 Sędzia: Péter Horváth Balázs Márton |
| 14 grudnia 201817:30 | Anna Wiachiriewa 13 | 28:22(16:15) | 4 Ana Maria Dragut 4 Crina Pintea | AccorHotels Arena, Paryż Widzów: 8122 Sędzia: Péter Horváth Balázs Márton |
| 14 grudnia 201817:30 | 2× · 2×             | 28:22(16:15) | 7× · 2×                           | AccorHotels Arena, Paryż Widzów: 8122 Sędzia: Péter Horváth Balázs Márton |

| 14 grudnia 201821:00 | Holandia       | 21:27(11:12) | Francja             | AccorHotels Arena, Paryż Widzów: 12 463 Sędzia: Ignacio García Serradilla Andreu Marín |
| 14 grudnia 201821:00 | Lois Abbingh 7 | 21:27(11:12) | 6 Estelle Nze Minko | AccorHotels Arena, Paryż Widzów: 12 463 Sędzia: Ignacio García Serradilla Andreu Marín |
| 14 grudnia 201821:00 | 2× · 2×        | 21:27(11:12) | 3× · 2×             | AccorHotels Arena, Paryż Widzów: 12 463 Sędzia: Ignacio García Serradilla Andreu Marín |

| 16 grudnia 201814:00 | Rumunia                   | 20:24(8:15) | Holandia          | AccorHotels Arena, Paryż Widzów: 13 145 Sędzia: Ana Vranes Marlis Wenninger |
| 16 grudnia 201814:00 | Valentina Ardean-Elisei 6 | 20:24(8:15) | 7 Estavana Polman | AccorHotels Arena, Paryż Widzów: 13 145 Sędzia: Ana Vranes Marlis Wenninger |
| 16 grudnia 201814:00 | 2× · 1×                   | 20:24(8:15) | 1× · 1×           | AccorHotels Arena, Paryż Widzów: 13 145 Sędzia: Ana Vranes Marlis Wenninger |

| 16 grudnia 201817:30 | Rosja              | 21:24(12:13) | Francja               | AccorHotels Arena, Paryż Widzów: 14 000 Sędzia: Karina Christiansen Line Hesseldal Hansen |
| 16 grudnia 201817:30 | Anna Wiachiriewa 7 | 21:24(12:13) | 6 Alexandra Lacrabère | AccorHotels Arena, Paryż Widzów: 14 000 Sędzia: Karina Christiansen Line Hesseldal Hansen |
| 16 grudnia 201817:30 | 3× · 1×            | 21:24(12:13) | 2× · 1× · 1×          | AccorHotels Arena, Paryż Widzów: 14 000 Sędzia: Karina Christiansen Line Hesseldal Hansen |

## Klasyfikacja końcowa
| Miejsce | Reprezentacja | Uwagi          |
| ------- | ------------- | -------------- |
| złoto   | Francja       | awans: IO 2020 |
| srebro  | Rosja         | awans: MŚ 2019 |
| brąz    | Holandia      | awans: MŚ 2019 |
| 4.      | Rumunia       | awans: MŚ 2019 |
| 5.      | Norwegia      | -              |
| 6.      | Szwecja       | -              |
| 7.      | Węgry         | -              |
| 8.      | Dania         | -              |
| 9.      | Czarnogóra    | -              |
| 10.     | Niemcy        | -              |
| 11.     | Serbia        | -              |
| 12.     | Hiszpania     | -              |
| 13.     | Słowenia      | -              |
| 14.     | Polska        | -              |
| 15.     | Czechy        | -              |
| 16.     | Chorwacja     | -              |

## Statystyki
| Miejsce | Zawodniczka           | Zespół     | Gole | Strzały | %  |
| ------- | --------------------- | ---------- | ---- | ------- | -- |
| 1.      | Katarina Krpež Slezak | Serbia     | 50   | 70      | 71 |
| 2.      | Eliza Buceschi        | Rumunia    | 45   | 67      | 67 |
| 3.      | Cristina Neagu        | Rumunia    | 44   | 82      | 54 |
| 4.      | Anna Wiachiriewa      | Rosja      | 43   | 66      | 65 |
| 5.      | Estelle Nze-Minko     | Francja    | 38   | 46      | 83 |
| 6.      | Estavana Polman       | Holandia   | 36   | 73      | 49 |
| 7.      | Nathalie Hagman       | Szwecja    | 35   | 50      | 70 |
| 7.      | Jovanka Radičević     | Czarnogóra | 35   | 51      | 69 |
| 9.      | Đurđina Jauković      | Czarnogóra | 34   | 61      | 56 |
| 10.     | Stine Oftedal         | Norwegia   | 33   | 55      | 60 |
| 10.     | Crina Pintea          | Rumunia    | 33   | 52      | 63 |

| Miejsce | Zawodniczka      | Zespół   | %  | Obrony | Strzały |
| ------- | ---------------- | -------- | -- | ------ | ------- |
| 1.      | Silje Solberg    | Norwegia | 40 | 45     | 112     |
| 2.      | Laura Glauser    | Francja  | 36 | 41     | 114     |
| 2.      | Amandine Leynaud | Francja  | 36 | 60     | 165     |
| 2.      | Katrine Lunde    | Norwegia | 36 | 57     | 160     |
| 5.      | Maja Vojnović    | Słowenia | 35 | 9      | 26      |
| 6.      | Blanka Bíró      | Węgry    | 33 | 45     | 136     |
| 6.      | Filippa Idéhn    | Szwecja  | 33 | 61     | 184     |
| 6.      | Tess Wester      | Holandia | 33 | 78     | 238     |
| 9.      | Iulia Dumanska   | Rumunia  | 32 | 48     | 148     |
| 9.      | Anna Siedojkina  | Rosja    | 32 | 68     | 212     |
| 9.      | Sandra Toft      | Norwegia | 32 | 46     | 145     |

## Nagrody indywidualne
Wybór "drużyny gwiazd" (All-star Team) został ogłoszony 16 grudnia bezpośrednio przed meczem o 3. miejsce. Wybór w 40% zależał od oceny internautów, a w 60% od oceny ekspertów.
| Najlepsza bramkarka | Najlepsza lewoskrzydłowa | Najlepsza lewa rozgrywająca | Najlepsza środkowa rozgrywająca | Najlepsza obrotowa | Najlepsza prawa rozgrywająca | Najlepsza prawoskrzydłowa | Najlepsza broniąca | MVP              |
| ------------------- | ------------------------ | --------------------------- | ------------------------------- | ------------------ | ---------------------------- | ------------------------- | ------------------ | ---------------- |
| Amandine Leynaud    | Majda Mehmedović         | Noémi Háfra                 | Stine Oftedal                   | Crina Pintea       | Alicia Stolle                | Carmen Martín             | Kelly Dulfer       | Anna Wiachiriewa |